# De Cock en geen excuus voor moord
De Cock en geen excuus voor moord  is het zestigste deel van de De Cock-serie.

## Verhaal
Rechercheur De Cock heeft een gesprek met zijn collega Dick Vledder op de recherchekamer over auto rijden. Hij heeft zijn oude Volkswagen Kever ingeruild voor een Peugeot 406 break, maar hij voelt zich niet gelukkig te midden van zijn medeweggebruikers. Het gesprek gaat verder terug naar de jeugd van de Cock, waarin hij het opnam voor klasgenoten die gepest werden. Dan meldt zich een oude bekende van de Cock, de 25-jarige Cynthia de Vries. Ze komt hulp vragen voor haar kantoorgenoot en sinds anderhalf jaar haar echtgenoot, Hendrik van Nuenen. Ze vraagt hulp voor haar nu wel erg depressieve man. Tot verbijstering van Vledder belooft De Cock naar de Planciusstraat 375 3e etage te komen voor een goed gesprek. Als Vledder wat later de telefoon opneemt, heeft Hendrik zich opgehangen.
Op de zolderetage blijkt de zelfmoord uiterst vakkundig te zijn uitgevoerd. Een zelfmoordbriefje wordt niet gevonden. De vader van Cynthia, Reindert, maakt wel melding van ongewenste intimiteiten jegens Cynthia door haar chef Egbert van Loosduinen. Laatstgenoemde komt zelf naar het politiebureau aan de Warmoesstraat. Hij is hoofd van de afdeling effecten van de IJsselsteinse Bank. Hij vraagt nadrukkelijk of Hendrik een afscheidsbrief heeft geschreven? Hendrik van Nuenen werd beschuldigd van verkrachting tijdens overwerk door Marga ter Braak. Na een intensief verhoor door rechercheur De Cock bekent Marga dat ze op advies van haar chef de verkrachting heeft verzonnen. Ook Carolien de Graaf komt spontaan een negatief verhaal vertellen over chef Egbert. De telefoon in de recherchekamer meldt vervolgens dat in het pand van de IJsselsteinse Bank aan de Herengracht een man met een mes in zijn rug is gevonden. Het mes blijkt een stiletto en het slachtoffer is Egbert van Loosduinen. Een schoonmaker heeft alleen korte tikken van damesschoenen gehoord. Op het politiebureau meldt zich de heer Arnold van Klein-Westinge. Hij is hoofd gebouwen van de IJsselsteinse bank. Hij mocht het bankgebouw aan de Herengracht niet in vanwege een dode man. Hij schrikt als hij hoort dat zijn oud collega op de afdeling effecten Egbert is vermoord.
Desgevraagd blijkt ook Smalle Lowietje weleens in effecten te doen. Een caféhouder hoort weleens wat en met zo’n tip gaat hij dan naar de IJsselsteinse Bank. Hij wordt daar altijd keurig geholpen door ene Peter Nagele, die zijn chef Van Loosduinen wel kan vermoorden. Bij terugkomst op het politiebureau is er een nieuwe identieke moord voor de twee rechercheurs. Reisbureaueigenaar Charles van Coldenhoven ligt op identieke wijze met een stiletto in zijn rug dood in zijn bedrijf aan de Hartenstraat. De twee moorden lijken binnen één uur gepleegd. Dienstdoend agent Jan Rozenbrand weet te melden dat Charles op de IJsselsteinse Bank heeft gewerkt. Hij kende de kredietverstrekker nog goed en volgens de vrouw van het slachtoffer kregen de twee onlangs ruzie over geld. De betreffende functionaris van de bank heette volgens de aantekeningen van Jan “Egbert van Loosduinen”.
De volgende ochtend krijgt rechercheur De Cock van zijn chef Buitendam onprettig nieuws. De heer Van Klein-Westinge zal geen personeelslijsten van de afdeling effecten van de bank verstrekken. De Cock heeft er nog niet veel last van want bijna meteen daarna meldt zich Peter Nagele, de contactman van Smalle Lowietje bij de bank. Hij bekent met een wurgkoord op zak naar de bank te zijn gegaan om zijn chef te wurgen. Hij vond hem met een stiletto in de rug en hoorde ook een vrouw wegrennen op hoge hakken. Hij heeft haar herkend als collega Sylvia van Dijk.
Ook Josefien van Dalen van het reisbureau Het Zonlicht uit de Hartenstraat meldt zich op de recherchekamer. Ze beschuldigt ene Van Nuenen uit de Planciusstraat van een uit de hand gelopen conflict over een vakantiereis. Laatstgenoemde had gedreigd haar baas te vermoorden. Ook Sylvia van Dijk meldt zich vrijwillig bij de twee rechercheurs. Ze moest de avond van de moord overwerken met haar chef. Op een zeker moment meende ze dat hij op het punt stond haar te gaan verkrachten. Toen is ze het gebouw uitgevlucht. Cynthia de Vries wordt thuis in de Planciusstraat bezocht. Ze weet te melden dat er inderdaad nog een familie Van Nuenen in dezelfde straat woont. Sterker nog, de betreffende man Daniël werkt ook op de afdeling effecten van de bank. En hij was geen vriend van Egbert van Loosduinen. Terug op de Warmoesstraat heeft wachtcommandant Jan Kusters een derde dode met een mes in de rug. De locatie is het pand aan de Prinsengracht van de Oldenburger Bank.
Binnen in het pand heeft agent Jan Rozenbrand het derde identieke lijk gevonden, dat eerder was opgemerkt door de werkster. Het is het hoofd van de afdeling effecten, Gerrit Jan Valkkoog. Op zijn bureau ligt een geschreven waarschuwingsbriefje tegen Daniël van Nuenen. De Cock laat het briefje met jodiumdampen op vingerafdrukken onderzoeken. Hij is er inmiddels van overtuigd dat de anonieme briefschrijver het verband tussen de drie moorden kent. Patholoog-anatoom dokter Zeldenrust kan drie identieke moordzaken in één sessie onderzoeken. De drie slachtoffers liggen op hun buik en de stiletto’s zitten in de rug, dwars door het hart.
Marga ter Braak komt melden dat ze inmiddels weg is bij de bank. Ook Daniël van Nuenen meldt zich. De Cock heeft een goed gesprek met hem en vindt hem niet onsympathiek. Vledder deelt helaas mee dat op het waarschuwingsbriefje onvoldoende vingerafdrukken zijn gevonden. De Cock is er inmiddels van overtuigd dat Van Klein-Westinge het briefje heeft geschreven. De Cock stuurt Vledder naar de Oldenburger Bank. Zelf gaat hij de confrontatie aan met Van Klein-Westinge middels een spelletje blufpoker.
De Cock begint een onderdanig gesprek met Arnold Van Klein-Westinge op zijn kantoor. Na de komst van twee flesjes mineraalwater en het inschenken ervan, grist De Cock het flesje van Arnold weg. Hij confronteert hem nu met de waarschuwingsbrief die bij het derde slachtoffer is gevonden. Rechercheur De Cock overdondert zo de man van het mineraalwater en Arnold bekent het briefje te hebben geschreven. De drie doden waren ooit alle drie zijn ondergeschikten. Ze zijn altijd vrienden gebleven. De Cock zet nu in de kamer van Arnold een val voor de moordenaar op. Reindert de Vries wordt op heterdaad betrapt bij een poging om een opgetuigde etalagepop om te brengen.
Bij de nabespreking bij De Cock thuis neemt Dick Vledder zijn vriendin Adelheid van Buuren mee, die in opleiding is bij de recherche. Appie Keizer, Fred Prins en Jan Rozenbrand zijn dan al binnen. De Cock legt uit dat Reindert de Vries een getreiterde moordenaar was. Dat is geen excuus voor moord, maar het kwam er wel akelig dicht bij. Jaren geleden was hij een collega bij de IJsselsteinse Bank van de drie slachtoffers. Toen gewoon pesten niet hielp, legde ze diskettes met kinderporno in zijn bureau. Tot een vervolging kwam het net niet, maar Egbert nam ontslag. In de jaren daarna was hij zijn wraak aan het koesteren. De zelfmoord van zijn schoonzoon was de katalysator. De Cock legt Vledder uit hoe hij Egbert de Vries op het spoor is gekomen. Na een spelletje blufpoker heeft hij samen met Van Klein-Westinge de lijst van vroegtijdig vertrokken personeelsleden van de laatste 10 jaar nagetrokken. Toen hij de naam Reindert de Vries tegenkwam was De Cock al overtuigd. Een gedicteerd briefje van Arnold aan Reindert lokte de moordenaar met stiletto naar zijn kantoor.
Als het bezoek weg is wil mevrouw De Cock meer weten over het spelletje blufpoker. De Cock haalt een leeg flesje mineraalwater tevoorschijn. Dat gaat hij morgen terug brengen naar de IJsselsteinse Bank. Er zit immers statiegeld op. Een beteuterde mevrouw De Cock krijgt te horen dat het bedtijd is.

## Voetnoten
1. ↑   Dick Vledder zegt tegen De Cock: “God straft onmiddellijk”.
2. ↑   Bekend als chef onder de naam “Mister Bulderbas”.
3. ↑   De lijsten die Arnold eerder niet wilde afgeven.